# Themistoclesia campii
Themistoclesia campii är en ljungväxtart som beskrevs av A. C. Smith. Themistoclesia campii ingår i släktet Themistoclesia och familjen ljungväxter. Inga underarter finns listade i Catalogue of Life.